# 719
719 (DCCXIX) je bilo navadno leto, ki se je po julijanskem koledarju začelo na nedeljo.

## Dogodki
- 1. januar
- Mavri osvojijo Lizbono.

## Smrti
- Anastazij II., cesar Bizantinskega cesarstva (* ni znano)
- Tarik ibn Zijad, omajadski general, osvajalec Iberskega polotoka (* 670)
- Tasilo II., bavarski vojvoda (* ni znano)